# Йохан фон Лимбург-Бройч
Йохан фон Лимбург-Бройч (на немски: Johann von Limburg-Broich) от род Изенберг (странична линия на графовете от Берг-Алтена) е граф на Лимбург (1473 – 1508) и господар на Бройч (1473 – 1508) в Мюлхайм.

## Биография
Роден е около 1478 година. Той е син на граф Вилхелм II фон Лимбург-Бройч († 1473) и съпругата му графиня Юта фон Рункел († сл. 1471), дъщеря на Дитрих IV фон Рункел († 1462) и графиня Анастасия фон Изенбург-Вид († 1460). Брат е на Мария фон Лимбург († 1525), омъжена на 8 февруари 1482 г. за граф Себастиан I фон Сайн-Витгенщайн (1464 – 1498), и на Ирмгард фон Лимбург († 1492), омъжена през 1487 г. за Йохан фон Лое († 1492).
Йохан се жени на 20 юни 1492 г. за графиня Елизабет фон Нойенар († септември 1505), дъщеря на граф Фридрих фон Нойенар-Алпен († 1468) и Ева фон Линеп. Те нямат деца.
Йохан е бездетен и осининовява племенницата си графиня Ирмгард фон Сайн-Хомбург (* сл. 1482; † 27 август 1551), сираче на сестра му Мария фон Лимбург († 1525) и граф Себастиан I фон Сайн-Витгенщайн (1464 – 1498), която той омъжва на 14 ноември 1505 г. за граф Вирих V фон Даун-Фалкенщайн и му преписва през 1508 г. дворец Лимбург в Хаген. На 26 януари 1510 г. той се оттегля напълно в полза на Вирих.
Йохан умира на 26 юли 1511 година и е погребан в църквата Св. Петър в Мюлхайм.